# Ronald Colman
Ronald Colman (Richmond, 9 de fevereiro de 1891 – Los Angeles, 19 de maio de 1958) foi um ator de cinema nascido na Inglaterra e radicado nos Estados Unidos.

## Biografia

### Vida pregressa
Ronald Charles Colman nasceu em Richmond, no condado de Surrey, na Inglaterra, filho de Charles Colman, um comerciante de seda e fabricante de mantos, e sua esposa Marjory Read Fraser. Ele foi o quinto filho do casal, e o terceiro do sexo masculino - tendo seu irmão mais velho morrido na infância em 1882. Seus irmãos sobreviventes foram Gladys, Edith, Eric e Freda.
Ele foi educado na Hadleigh House School em Littlehampton, onde descobriu que gostava de atuar, apesar de sua timidez. Ele pretendia estudar engenharia em Cambridge, mas tornou-se órfão aos 16 anos pela morte repentina de seu pai por pneumonia em 1907 tornou isso financeiramente impossível. Ele se tornou um ator amador bem conhecido e foi membro da West Middlesex Dramatic Society em 1908–09. Ele fez sua primeira aparição no palco profissional em 1914.

### Primeira Guerra Mundial
Enquanto trabalhava como escriturário na Watts, Watts & Co., Ltd. (gerentes da Britain Steamship Company) na Cidade de Londres, ele se juntou ao Regimento Escocês de Londres em 1909 como soldado da Força Territorial. Com a eclosão da Primeira Guerra Mundial, ele foi mobilizado e enviado para a França em setembro de 1914. Em 31 de outubro de 1914, na Batalha de Messines, Ronald foi gravemente ferido por estilhaços no tornozelo, o que o deixou manco, algo que ele tentaria esconder durante toda a sua carreira de ator. Como consequência, ele foi dispensado com honras em 1915 e recebeu o Distintivo de Guerra de Prata devido aos ferimentos sofridos na guerra. Seus colegas atores de Hollywood, Claude Rains, Herbert Marshall, Cedric Hardwicke e Basil Rathbone, todos serviram no London Scottish na guerra.

## Carreira
A partir de 1918, fez pequenos papéis no cinema, e emigrou para os Estados Unidos em 1920, onde participou de uma peça que foi assistida por Lillian Gish e Henry King, sendo convidado para o papel principal em The White Sister ("A Irmã Branca"). Tornou-se, rapidamente, famoso, mantendo sua popularidade mesmo após o advento do cinema falado. Muitos de seus primeiros filmes, da época do cinema mudo, foram perdidos.
Na década de 50 apareceu apenas como ator convidado em Around the World in 80 Days ("A Volta ao Mundo em Oitenta Dias"), de 1956, e The Story of Mankind ("A História da Humanidade"), em 1957, morrendo um ano depois.
Foi casado com a atriz Benita Hume, e teve sua biografia Ronald Colman – a Very Private Person feita pela filha, Juliet Benita Colman, em 1975.

## Filmografia

### Filmes ingleses mudos
- The Live Wire (1917)
- The Toilers (1919)
- A Daughter of Eve (1919)
- Sheba (1919)
- Snow in the Desert (1919)
- Anna the Adventuress (1920)
- A Son of David (1920)
- The Black Spider (1920)

### Filmes estadunidenses mudos
- Handcuffs or Kisses (1921)

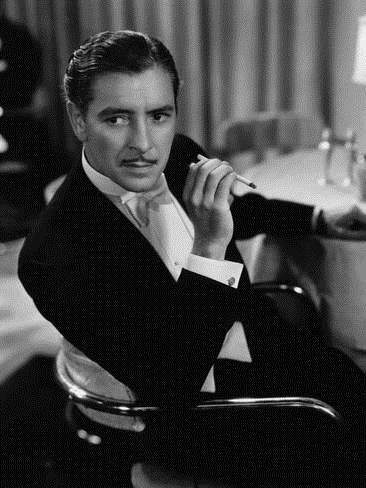
Ronald Colman no filme O Homem que Desbancou Monte Carlo, de 1935.

- The White Sister ("A Irmã Branca") (1923)
- The Eternal City (Extra) (1923)
- Twenty Dollars a Week (1924)
- Tarnish (1924)
- Her Night of Romance (1924)
- Romola (1924) – de Henry King, ao aldo de Lillian Gish, Dorothy Gish e William Powell
- A Thief in Paradise (1925)
- His Supreme Moment (1925)
- The Sporting Venus (1925)
- Her Sister from Paris (1925)
- The Dark Angel (1925)
- Stella Dallas (1925)
- Lady Windermere's Fan (1925)
- Kiki (1926) – de Clarence Brown
- Beau Geste ("Beau Geste") (1926)
- The Winning of Barbara Worth (1926) – com Vilma Banky e Gary Cooper
- The Night of Love (1927) – com Vilma Banky
- The Magic Flame (1927) – com Vilma Banky
- Two Lovers (1928) – com Vilma Banky e Noah Beery
- The Rescue (1929) – com Lily Damita

### Filmes sonoros
- Bulldog Drummond ("Amante de Emoções") (1929) - com Joan Bennett
- Condemned ("Condenado") (1929)
- Raffles (1930)
- The Devil to Pay! (1930) - com Loretta Young, Frederick Kerr e Myrna Loy
- The Unholy Garden (1931)
- Arrowsmith ("Médico e Amante") (1931) - de John Ford, com Helen Hayes, Richard Bennett e Myrna Loy
- Cynara (1932) - de King Vidor
- The Masquerader (1933)
- Bulldog Drummond Strikes Back (1934)
- Clive of India (1935)
- The Man Who Broke the Bank at Monte Carlo (1935) - com Joan Bennett, Nigel Bruce e Colin Clive
- A Tale of Two Cities ("A Queda da Bastilha") (1935) – com Elizabeth Allen, Edna May Oliver, Reginald Owen, Basil Rathbone e Blanche Yurka
- Under Two Flags (1936) – de Frank Lloyd, com Claudette Colbert, Victor McLaglen e Rosalind Russell
- Lost Horizon ("Horizonte Perdido") (1937) – de Frank Capra, com Jane Wyatt, Edward Everett Horton, Thomas Mitchell, Margo, Isabel Jewell, H.B. Warner e Sam Jaffe
- The Prisoner of Zenda ("O Prisioneiro de Zenda") (1937) – de John Cromwell, com Madeleine Carroll, Douglas Fairbanks, Jr., C. Aubrey Smith, Raymond Massey e Mary Astor
- If I Were King ("Se Eu Fora Rei") (1938)
- The Light That Failed ("A Luz Que se Apaga") (1939) - de William Wellman, com Walter Huston e Ida Lupino
- Lucky Partners (1940) – de Lewis Milestone, com Ginger Rogers e Jack Carson
- My Life with Caroline (1941)
- The Talk of the Town (1942) – de George Stevens, com Cary Grant, Jean Arthur, Edgar Buchanan e Glenda Farrell
- Random Harvest ("Na Noite do Passado") (1942) - de Mervyn LeRoy, com Greer Garson, Philip Dorn e Susan Peters
- Kismet (1944) – de William Dieterle, com Marlene Dietrich, James Craig, Edward Arnold e Joy Ann Page (Technicolor)
- The Late George Apley (1947)
- A Double Life ("Fatalidade") (1947) – de George Cukor, com Signe Hasso, Edmund O'Brien e Shelley Winters
- Champagne for Caesar (1950)
- Around the World in Eighty Days ("A Volta ao Mundo em Oitenta Dias") (1956) – de Michael Anderson, com David Niven, Cantinflas, Shirley MacLaine e Robert Newton
- The Story of Mankind ("A História da Humanidade") (1957) – de Irwin Allen, com Vincent Price e Cedric Hardwicke

## Premiações
- Indicação ao Oscar de ator em 1929/30 por dois filmes: Bulldog Drummond ("Amante de Emoções") e Condemned ("Condenado")
- Indicação ao Oscar de ator em Ramdon Harvest ("Na Noite do Passado"), em 1942.
- Oscar de ator em A Double Life ("Fatalidade"), em 1947.
- Globo de Ouro de Melhor Ator por A Double Life ("Fatalidade"), em 1947.